# Macromitrium attenuatum
Macromitrium attenuatum är en bladmossart som beskrevs av Georg Ernst Ludwig Hampe 1865. Macromitrium attenuatum ingår i släktet Macromitrium och familjen Orthotrichaceae. Inga underarter finns listade i Catalogue of Life.